# 湖南省人民政府国有资产监督管理委员会
湖南省人民政府国有资产监督管理委员会是由中华人民共和国湖南省人民政府授权代表国家履行国有资产出资人职责的直属特设机构。2004年根据《中共湖南省委湖南省人民政府关于印发〈湖南省人民政府机构改革方案的实施意见〉的通知》（湘发[2004]2号）组建。

## 职能配置
- 根据省人民政府授权，依照《中华人民共和国公司法》、《中华人民共和国企业国有资产法》等法律和行政法规履行出资人职责，加强所监管企业国有资产的管理工作。
- 承担监督所监管企业国有资产保值增值的责任。建立和完善国有资产保值增值指标体系，制订考核标准，通过统计、稽核，对所监管企业国有资产的保值增值情况进行监管；根据工资宏观调控政策，会同有关部门做好所监管企业工资分配管理工作，拟订所监管企业负责人收入分配政策并组织实施。
- 指导推进国有企业改革和重组，推进国有企业的现代企业制度建设，完善公司治理结构，推动国有经济布局和结构的战略性调整；指导所监管企业引进战略投资者与产权（股权）招商引资与资本合作，加强与中央企业对接合作。
- 通过法定程序，对所监管企业的负责人进行任免、考核并根据其经营业绩进行奖惩，建立符合社会主义市场经济体制和现代企业制度要求的选人、用人机制，完善经营者激励和约束制度。
- 负责组织所监管企业上交国有资本收益，参与制定国有资本经营预算有关管理制度和办法，按照有关规定负责国有资本经营预决算编制和执行等工作。
- 负责企业国有资产基础管理，起草有关国有资产管理的地方性法规、规章草案；依法对市州国有资产监督管理工作进行指导和监督。
- 按照出资人职责，负责督促检查所监管企业贯彻落实国家安全生产方针政策及有关法律法规、标准等工作。
- 指导、监督全省国有企业法律顾问管理工作。
- 承办省人民政府交办的其他事项。[1]

## 机构设置

### 内设机构
- 办公室（党委办公室）
- 政策研究与法规处
- 业绩考核与分配处
- 国有资本经营预算处
- 产权管理处
- 资本合作处
- 企业改革发展处
- 企业改组处（省企业兼并破产工作领导小组办公室）
- 监事会工作处（省国有企业监事会工作办公室）
- 企业领导人员管理处（党委干部部）
- 党建工作处（党委组织部）
- 宣传与群众工作处（党委宣传部、统战部）
- 人事处
- 机关党委
- 纪委（监察室）

### 直属机构
- 国有企业监事会技术中心
- 维护企业稳定工作办公室